# Camilo em Sarilhos
Camilo em Sarilhos foi uma sitcom exibida pela SIC, entre 2005 e 2006, protagonizada por Camilo de Oliveira.

## História
Camilo, é um mulherengo incorrigível, e vive com a sua mulher, Clara, apaixonada pela jardinagem, pela colecção de copos de cristal, e sobretudo pela arte de bem receber. Juntos, eles contratam uma divertida empregada, que os ajuda nas peripécias, ou arruína sempre os seus planos.
Há sempre alguém que aparece no momento inoportuno, um amigo, ou uma amiga, e as confusões na casa de Camilo, são gerais, acabadas sempre por ser descobertas por Clara, ou pela sua empregada que muitas vezes descobre a careca ao velhote com mais pinta de sempre.
Líder de audiências, a série, que exibe todos os Domingos, depois de Malucos do Riso, também série de humor, apresenta-se na mais pura forma de fazer rir, e Camilo, um "antigo" comediante, continua a ser o favorito dos portugueses.

## Elenco
- Camilo de Oliveira - Camilo Monteiro
- Maria Emília Correia - Clara Monteiro
- Paula Marcelo - Amelia